# Manželství s mafií
Manželství s mafií (v anglickém originále Married to the Mob) je americká filmová komedie z roku 1988. Natočil jej režisér Jonathan Demme a na scénáři spolupracovali Barry Strugatz a Mark R. Burns. Hlavní role ve filmu hráli Michelle Pfeifferová, Dean Stockwell a Matthew Modine. Stockwell byl za svou roli neúspěšně nominován na Oscara a Pfeiffer na Zlatý glóbus. Autorem hudby k filmu byl David Byrne. Dále se zde nachází například coververze písně „You Don't Miss Your Water“ v podání Briana Ena. Převážná část filmu byla natočena v New Yorku, část děje se odehrávala i v Miami.